# Периодоник
Периодоник (греч. περιοδονίκης — победитель периода) — в Древней Греции почётный титул, который получал атлет, победивший во всех панэллинских играх.
Олимпийские, Пифийские, Истмийские и Немейские игры образовывали четырёхлетний период (греч. περίοδος) и спортсмен, одержавший победу на каждом из турниров хотя бы раз в карьере, назывался победителем периода — периодоником. Термин позднего происхождения, первый раз упоминается в конце III в. до н. э. в «Олимпийских победителях» (греч. Ὀλυμπιονῖκαι) Эратосфена, а первая эпиграфика — на основании олимпийской статуи кулачного бойца Эпиферса из Эритр (180 г. до н. э.). Если атлет заслужил звание периодоника в одном олимпийском цикле, для этого использовали специальное выражение «победитель периода в периоде» (греч. νικήσας περίοδον ἐν τῇ περιόδῳ).
Периодониками удалось стать 46 атлетам, среди которых боксёр Диагор Родосский и его сын панкратиаст Дорий, ставший периодоником трижды, кулачный боец Главк из Кариста, которого считают изобретателем удара основанием кулака.
Самый известный периодоник — Милон Кротонский, впервые победил в категории мальчиков на 60-й Олимпиаде, после во взрослой категории 5 побед подряд на Олимпийских играх, кроме того 7 на Пифийских, и по 10 на Истмийских и Немейских. Становился периодоником 5 раз. В честь него скульптор Дамой создал статую, которую, по преданию, Милон принес на плечах в Альтис.
Периодоник имел право на своё изображение в Олимпии, особо отличившиеся обожествлялись еще при жизни, например Эфиалий, имевший право приносить жертвы своей золотой статуе, как статуе бога.